# Гргур Јакшић
Гргур Јакшић (Чачак, 21. фебруар 1871 — Београд, 18. октобар 1955) био је српски историчар.

## Биографија
Студије на Филолошком факултету у Београду завршио је 1892. После завршеног факултета радио је као гимназијски професор у Чачку (1893.—1896). Године 1896. одлази у Париз где остаје до 1907. где је прикупљао грађу о Првом и Другом српском устанку. Докторирао је на Сорбони 1907. Задржан је у Паризу од стране српске војске до краја Првог светског рата да ради на националној пропаганди (чланци у штампи и брошуре против анексије Босне и Херцеговине и велеиздајничке парнице у Загребу о југословенском питању).
У делегацији на мировној конференцији био је шеф одељења за штампу. Пензионисан је 26. марта 1921. као генерални конзул у Пиреју. Ванредни професор дипломатске историје на Универзитету у Београду, а од 1924. од 1937. ради као редовни професор. Пензионисан је по молби 1937.